# Брис, Пьер
Пьер Брис (фр. Pierre Brice, имя при рождении — Пьер Луи Ле Бри (фр. Pierre Louis Le Bris), 6 февраля 1929[…], Брест — 6 июня 2015[…], Компьень) — французский актёр театра и кино.

## Биография

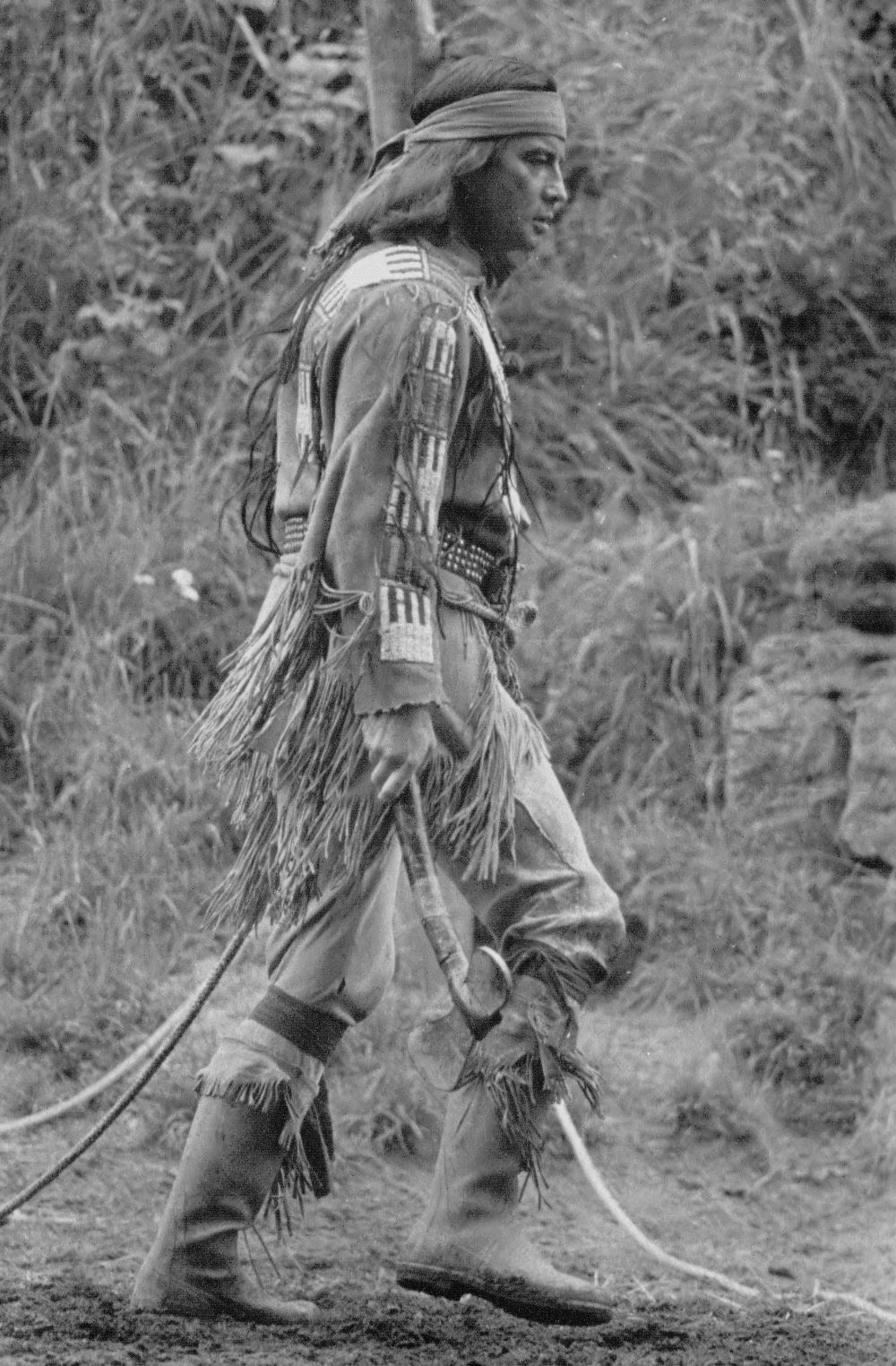
Пьер Брис в роли Виннету

Родился 6 февраля 1929 года в аристократической семье. Полное имя при рождении Пьер-Луи, барон Ле Бри.
Пьер Брис в возрасте 19 лет записался добровольцем во Французскую армию и участвовал в боевых действиях во время войны в Индокитае, где в ходе выполнения боевой задачи, патруль, в котором был и Брис, подорвался на мине, — взрывная волна швырнула Пьера на несколько метров, но, на удивление, оставила практически невредимым. Затем, после Индокитая, Пьер вступил в ряды французских парашютно-десантных войск, в составе которых участвовал в войне в Алжире. 
В кино Пьер Брис начал сниматься в 1958 году. В 1960 году сыграл в фильме Виктора Туржанского «Казаки» о противостоянии чеченского имама Шамиля и российских войск в XIX веке. В 1963 году сыграл Зорро в фильме Умберто Ленци «Зорро против Мациста».
Брис знаменит, главным образом, как исполнитель роли вождя апачей Виннету в фильмах по романам Карла Мая («Виннету — сын Инчу-Чуна», «Среди коршунов», «Нефтяной принц», «Верная Рука — друг индейцев» и др.). Роль Виннету Брис исполнял на протяжении более 35 лет, последний раз вернувшись к ней в конце 1990-х годов. Также заметной стала роль Марка Севера в фильме «Даки». Карьера Бриса в кино длилась более сорока лет. Помимо своих кинематографических ролей, Пьер Брис известен всей Германии как эстрадный певец и театральный режиссёр.
Умер 6 июня 2015 года.

## Фильмография
- 1958 — Призрачное счастье / Le Miroir à deux faces — Жак
- 1958 — Обманщики / Les Tricheurs — Бернар
- 1960 — Казаки / I cosacchi — Борис Зарубин
- 1960 — Ловелас / L'Homme à femmes — Лоран Берти
- 1960 — Мельница каменных женщин / Il mulino delle donne di pietra — Hans von Arnim
- 1962 — Самый короткий день / Il giorno più corto — австрийский офицер (в титрах не указан)
- 1962 — Грабители / The Robbers — El Señorito
- 1962 — Сокровища серебряного озера / Treasure of the Silver Lake — Виннету
- 1963 — Зорро против Мациста / Zorro contro Maciste — Зорро / Рамон
- 1963 — Непобедимый всадник в маске / L'invincibile cavaliere mascherato —  Дон Диего Моралес
- 1963 — Виннету-1 / Apache Gold («Золото апачей»). Другое название: «Виннету — сын Инчу-чуна», 1-я серия "Хищники из Россвеля" — Виннету
- 1964 — Виннету — сын Инчу-чуна, 2-я серия / Last of the Renegades ("Последний из отступников" или "Трубка мира") — Виннету
- 1964 — Виннету — вождь апачей / Old Shatterhand — Виннету
- 1964 — Среди коршунов / Among Vultures — Виннету
- 1965 — Виннету - часть 3 / Winnetou - 3. Teil / The Desperado Trail ("Тропа отчаяния") — Виннету
- 1965 — Нефтяной принц / The Oil Prince — Виннету
- 1965 — Верная Рука — друг индейцев / Old Surehand — Виннету
- 1965 — Ад в Манитобе / — Риз
- 1966 — Виннету и полукровка Апаначи / Winnetou und das Halbblut Apanatschi — Виннету
- 1966 — Громовержец и Виннету / Winnetou and Old Firehand  ("Виннету и его друг Огненная Рука") — Виннету
- 1967 — Даки / Dacii — Марк Север
- 1968 — Виннету в долине смерти / Winnetou und Shatterhand im Tal der Toten — Виннету
- 1975 — Куколка гангстера / La Pupa del gangster — комиссар Сальватор Ламбелли
- 1993 — Операция «Лазер» 2: Охота за голубым бриллиантом / Der blaue Diamant — Пьер Латуш
- 1998 — Возвращение Виннету части 1-2 / Winnetous Rückkehr — Виннету
- 2009 — «Круиз в счастье» (сериал) / Kreuzfahrt ins Glück — Николас